# Радовлиця (община)
Община Радовлиця (словен. Občina Radovljica) — одна з общин в північно-західній  Словенії. Адміністративним центром є місто Радовлиця. У общині є невеликі компанії, що займаються виробництвом, торгівлею та послугами.

## Населення
У 2010 році в общині проживало 18870 осіб, 9076 чоловіків і 9794 жінок. Чисельність економічно активного населення (за місцем проживання), 7379 осіб. Середня щомісячна чиста заробітна плата одного працівника (EUR), 896,13 (в середньому по Словенії 966.62). Приблизно кожен другий житель у громаді має автомобіль (52 автомобілів на 100 жителів). Середній вік жителів склав 42,4 роки (в середньому по Словенії 41.6). 